# Quilicura
Quilicura is een gemeente in de Chileense provincie Santiago in de regio Región Metropolitana. Quilicura telde 210.410 inwoners in 2017.
- Virtual International Authority File: 4829151172702339210009